# Les Mousquetaires du roi
Pour plus de détails, voir Fiche technique et Distribution.
Les Mousquetaires du roi est un film d'aventures réalisé en 1951 par Marcel Aboulker et Michel Ferry mais resté inachevé.

## Fiche technique
Source : IMDb, sauf mention contraire
- Réalisateur : Marcel Aboulker et Michel Ferry
- Premier assistant réalisateur : Denys de La Patellière
- Deuxième assistant réalisateur : Claude Hauser
- Scénariste : José-André Lacour
- Directeur de la photographie : Jacques Mercanton
- Montage : Jacques Mavel
- Direction artistique : Georges Petitot
- Société(s) de production : Télé-Productions
- Format : Noir et blanc - Son mono
- Pays d'origine : France
- Genre :  Aventure
- Durée : inachevé
- Date de sortie : Film inachevé

## Distribution
- Ivan Desny
- Jacqueline Delubac
- Jean Vilar
- Gisèle Préville
- Raymond Bussières
- Gilbert Gil
- Marcelle Derrien
- Claude Bertrand
- Jaque Catelain
- Robert Favart
- Renée Gilles
- Danielle Godet
- Robert Le Béal
- Renée Lejeune
- Renaud Mary
- Jean-Claude Pascal
- Françoise Prévost
- Gilles Quéant
- Roger Rafal
- Saint-Clair
- Maurice Teynac
- Roland Toutain
- Daniel Valcour